# Dandakosaurus indicus
Dandakosaurus indicus es la única especie conocida del género extinto  Dandakosaurus  (“reptil de Dandakranya”) de dinosaurio terópodo posiblemente ceratosáurido o un tetanuro basal, que habito a principios del período Jurásico, hace aproximadamente entre 183 a 175 millones de años en el Toarciano , en el Subcontinente Indio. Encontrado en la Formación Kota de Andhra Pradesh, India. Es actualmente clasificado como Neoceratosauria incertae sedis pero puede ser un ceratosáurido o un tetanuro basal. La especie tipo, D. indicus, fue nombrada por Yadagiri en 1982. Poco se conoce de este género, a partir de un único pubis, siendo considerado dudoso. La muesca en la abertura obturadora, el señalar por medio de aberturas anteroproximales y superficie próxima convexa distingue a Dandakosaurus del resto de los terópodos comparables exceptuando a Patagonykus. La vértebra caudal es amficoela, con dos cavidades laterales; y una superficie ventral en quilla.